# The Politician's Love Story
The Politician's Love Story é um filme mudo norte-americano de 1909 em curta-metragem, do gênero comédia e romance, dirigido por D. W. Griffith.